# Molí de Can Ramió
El Molí de Can Ramió és una obra de Canet d'Adri (Gironès) inclosa a l'Inventari del Patrimoni Arquitectònic de Catalunya.

## Descripció
Es un molí en ruïnes i atapeït per vegetació. És poden veure les parts principals del molí d'aigua: el molí de construcció quadrangular amb murs de paredat, la bassa, el vessador i el pou.